# Destroyer Tour
Destroyer Tour genomfördes under perioden april-september 1976 och var det amerikanska hårdrocks-bandet Kiss femte turné. Turnén gjordes till albumet Destroyer som anses vara Kiss bästa album någonsin. Turnén pågick i sex månader. Destroyer Tour var första gången som Kiss besökte Europa. Turnén delas ofta in i två delar. Första delen varar från 11 april - 6 juni. Under denna tiden bar man samma scenkläder som på Alive! Tour och använde dessutom samma scen. Från och med den 3 juli - 12 september bar man helt nya scenkläder och hade en helt ny scen i bagaget. Dessutom bytte man ut spellistan rätt så radikalt. 
Den brittiska tv-showen So It Goes! filmade och intervjuade Kiss under deras besök i Storbritannien och visade det sedan den 2 augusti, 1976. Destroyer Tour blev en stor framgång och hade ett snitt på 11 073 besökare per konsert, vilket är Kiss femte mest besökta turné någonsin. Det var en stor skillnad på Kiss besök i Europa och besöken i Nordamerika. I Europa spelade man för cirka 3 000 åskådare medan man i Nordamerika spelade för allt från 10 000 personer upp till 40 000 besökare. Största konserten på turnén var i Anaheim, 20 augusti där man spelade inför 42 987 personer, vilket kan räknas till Kiss största konsert i USA någonsin. 

## Övrigt
- Gene Simmons satte eld på sitt hår under sitt eldsprutarnummer på konserten i Ottawa den 24 april.
- Från början var det tänkt att man skulle öppna konserterna med att en bilkrasch på scen och sedan börja Detroit Rock City men förslaget blev aldrig verklighet.

## Konsertdatum
| Datum             | Arena                                                | Stad           | Land          | Förband/Förband åt                                                                      |
| ----------------- | ---------------------------------------------------- | -------------- | ------------- | --------------------------------------------------------------------------------------- |
| Nordamerika       |                                                      |                |               |                                                                                         |
| 11 april 1976     | Allen Co. War Memorial Coliseum                      | Fort Wayne     | USA           | Artful Dodger                                                                           |
| 13 april 1976     | Memorial Auditorium                                  | Utica          | USA           | Ethos                                                                                   |
| 14 april 1976     | Niagara Falls Convention Center & Civic Center Arena | Niagara Falls  | USA           | Brownsville Station                                                                     |
| 16 april 1976     | Municipal Auditorium                                 | Bangor         | USA           | Ethos                                                                                   |
| 18 april 1976     | Moncton Coliseum                                     | Moncton        | Kanada        | Hammersmith                                                                             |
| 19 april 1976     | Halifax Forum Complex                                | Halifax        | Kanada        | Hammersmith                                                                             |
| 21 april 1976     | Forum de Montréal                                    | Montréal       | Kanada        | Hammersmith                                                                             |
| 22 april 1976     | Ottawa Civic Center                                  | Ottawa         | Kanada        | Hammersmith                                                                             |
| 23 april 1976     | Memorial Auditorium                                  | Kitchener      | Kanada        | Hammersmith                                                                             |
| 24 april 1976     | London Gardens                                       | London         | Kanada        | Hammersmith                                                                             |
| 26 april 1976     | Maple Leaf Gardens                                   | Toronto        | Kanada        | Hammersmith                                                                             |
| 28 april 1976     | Winnipeg Arena                                       | Winnipeg       | Kanada        | Hammersmith                                                                             |
| 1 maj 1976        | The Americana                                        | New York       | USA           | -                                                                                       |
| 4 maj 1976        | River Trails Middle School Gymnasium                 | Mount Prospect | USA           | -                                                                                       |
| Storbritannien    |                                                      |                |               | -                                                                                       |
| 13 maj 1976       | Free Trade Hall                                      | Manchester     | England       | Stray                                                                                   |
| 14 maj 1976       | The Odeon Theatre                                    | Birmingham     | England       | Stray                                                                                   |
| 15 maj 1976       | Hammersmith Odeon Theatre                            | London         | England       | Stray                                                                                   |
| 16 maj 1976       | Hammersmith Odeon Theatre                            | London         | England       | Stray                                                                                   |
| Europa            |                                                      |                |               |                                                                                         |
| 18 maj 1976       | Saalbau Rosengarten                                  | Mannheim       | Tyskland      | -                                                                                       |
| 19 maj 1976       | Philipshalle                                         | Düsseldorf     | Tyskland      | Scorpions                                                                               |
| 22 maj 1976       | Olympia Theatre                                      | Paris          | Frankrike     | -                                                                                       |
| 23 maj 1976       | RAI Congrescentrum-Amsterdam                         | Amsterdam      | Nederländerna | Finch                                                                                   |
| 24 maj 1976       | Stadthalle                                           | Offenbach      | Tyskland      | Scorpions                                                                               |
| 26 maj 1976       | Scandinavium                                         | Göteborg       | Sverige       | -                                                                                       |
| 28 maj 1976       | Gröna Lund                                           | Stockholm      | Sverige       | -                                                                                       |
| 29 maj 1976       | Falkoner Teatret                                     | Köpenhamn      | Danmark       | -                                                                                       |
| 30 maj 1976       | Olympen                                              | Lund           | Sverige       | -                                                                                       |
| 2 juni 1976       | Volkshaus                                            | Zürich         | Schweiz       | -                                                                                       |
| 3 juni 1976       | Cirkus Krone                                         | München        | Tyskland      | Scorpions                                                                               |
| 4 juni 1976       | M.T.V. Gründighalle                                  | Fürth          | Tyskland      | Scorpions                                                                               |
| 6 juni 1976       | Ontmoetingcentrum                                    | Harelbeke      | Belgien       | Hoa Bihn                                                                                |
| Nordamerika       |                                                      |                |               |                                                                                         |
| 3 juli 1976       | The Scope                                            | Norfolk        | USA           | Bob Seger & the Silver Bullet Band                                                      |
| 6 juli 1976       | Carolina Coliseum                                    | Columbia       | USA           | Bob Seger & the Silver Bullet Band                                                      |
| 8 juli 1976       | Richmond Coliseum                                    | Richmond       | USA           | Bob Seger & the Silver Bullet Band                                                      |
| 10 juli 1976      | Roosevelt Stadium                                    | Jersey City    | USA           | Bob Seger & the Silver Bullet Band                                                      |
| 11 juli 1976      | Cape Cod Coliseum                                    | South Yarmouth | USA           | Bob Seger & the Silver Bullet Band                                                      |
| 13 juli 1976      | Baltimore Civic Center                               | Baltimore      | USA           | Bob Seger & the Silver Bullet Band                                                      |
| 15 juli 1976      | Knoxville Civic Coliseum                             | Knoxville      | USA           | Bob Seger & the Silver Bullet Band                                                      |
| 17 juli 1976      | Charleston Civic Center                              | Charleston     | USA           | Bob Seger & the Silver Bullet Band                                                      |
| 19 juli 1976      | Freedom Hall Civic Center                            | Johnson City   | USA           | Bob Seger & the Silver Bullet Band                                                      |
| 21 juli 1976      | Nashville Municipal Auditorium                       | Nashville      | USA           | Bob Seger & the Silver Bullet Band, UFO                                                 |
| 23 juli 1976      | Rickwood Field                                       | Birmingham     | USA           | Bob Seger & the Silver Bullet Band                                                      |
| 26 juli 1976      | Municipal Auditorium                                 | Kansas City    | USA           | Artful Dodger                                                                           |
| 28 juli 1976      | Kiel Auditorium                                      | St. Louis      | USA           | Bob Seger & the Silver Bullet Band                                                      |
| 29 juli 1976      | Kiel Auditorium                                      | St. Louis      | USA           | Bob Seger & the Silver Bullet Band                                                      |
| 31 juli 1976      | Sports Arena                                         | Toledo         | USA           | Starz                                                                                   |
| 2 augusti 1976    | Market Square Arena                                  | Indianapolis   | USA           | Bob Seger & the Silver Bullet Band, Artful Dodger                                       |
| 4 augusti 1976    | T.H Barton Coliseum                                  | Little Rock    | USA           | Bob Seger & the Silver Bullet Band                                                      |
| 6 augusti 1976    | Roberts Municipal Stadium                            | Evansville     | USA           | Bob Seger & the Silver Bullet Band, Artful Dodger                                       |
| 8 augusti 1976    | Hara Arena & Exhibition Center                       | Dayton         | USA           | Bob Seger & the Silver Bullet Band, Artful Dodger                                       |
| 10 augusti 1976   | Hirch Memorial Coliseum                              | Shreveport     | USA           | Bob Seger & the Silver Bullet Band                                                      |
| 11 augusti 1976   | Tarant County Convention Center                      | Fort Worth     | USA           | Bob Seger & the Silver Bullet Band, Artful Dodger                                       |
| 13 augusti 1976   | The Summit                                           | Houston        | USA           | Bob Seger & the Silver Bullet Band, Artful Dodger                                       |
| 15 augusti 1976   | El Paso County Coliseum                              | El Paso        | USA           | Moon Pie                                                                                |
| 17 augusti 1976   | Tempe Stadium                                        | Tempe          | USA           | Ted Nugent, Bob Seger & the Silver Bullet Band                                          |
| 20 augusti 1976   | Anaheim Stadium                                      | Anaheim        | USA           | Ted Nugent, Bob Seger & the Silver Bullet Band, Motrose                                 |
| 22 augusti 1976   | Oakland-Almeda County Coliseum Arena                 | Oakland        | USA           | Bob Seger & the Silver Bullet Band, Earth Quake                                         |
| 27 augusti 1976   | Greensboror Coliseum                                 | Greensboro     | USA           | Point Blank & Artful Dodger                                                             |
| 29 augusti 1976   | Atlanta/Fulton Country Stadium                       | Atlanta        | USA           | Johnny & Edgar Winter, Blue Öyster Cult, Bob Seger & the Silver Bullet Band, 38 Special |
| 1 september 1976  | Joyce Athletic & Convocation Center Arena            | South Bend     | USA           | Bob Seger & the Silver Bullet Band                                                      |
| 3 september 1976  | The Coliseum                                         | Richfield      | USA           | Artful Dodger                                                                           |
| 4 september 1976  | Civic Arena                                          | Pittsburgh     | USA           | Artful Dodger, Bob Seger & the Silver Bullet Band                                       |
| 6 september 1976  | Varsity Stadium                                      | Toronto        | Kanada        | Blue Öyster Cult, Artful Dodger                                                         |
| 8 september 1976  | Freedom Hall                                         | Louisville     | USA           | Bob Seger & the Silver Bullet Band, Artful Dodger                                       |
| 10 september 1976 | Riverfront Coliseum                                  | Cincinnati     | USA           | Bob Seger & the Silver Bullet Band, Artful Dodger                                       |
| 12 september 1976 | Springfield Civic Center                             | Springfield    | USA           | Artful Dodger                                                                           |

## Spellista
Sweet Pain spelades under en spelning i Nordamerika. Låten Watchin' You och Flaming Youth spelades också ett tag i Nordamerika men försvann tämligen snabbt.  
Spellista Europa
1. Deuce
2. Strutter
3. Flaming Youth
4. Hotter Than Hell
5. Firehouse
6. She/gitarrsolo
7. Nothin' To Lose
8. Shout It Out Loud
9. Bas solo/100,000 Years/trumsolo
10. Black Diamond
11. Detroit Rock City
12. Rock And Roll All Night
13. Let Me Go, Rock 'N' Roll

Spellista Nordamerika
1. Detroit Rock City
2. King of the Night Time World
3. Let Me Go Rock 'N' Roll
4. Strutter
5. Hotter Than Hell
6. Nothin' To Lose
7. Cold Gin/gitarrsolo
8. Shout It Out Loud
9. Do You Love Me?
10. Bas solo/God of Thunder/trumsolo
11. Rock And Roll All Nite
12. Deuce
13. Firehouse
14. Black Diamond

## Medlemmar
- Gene Simmons - sång, elbas
- Paul Stanley - sång, gitarr
- Peter Criss - trummor, sång
- Ace Frehley - gitarr